# Protungulatum
Protungulatum (łac. "pierwszy kopytny" od ungula – kopyto) – rodzaj wymarłego ssaka z kladu Eutheria o niepewnej pozycji filogenetycznej, żyjącego pod koniec późnej kredy i w paleocenie. Żył na obszarach dzisiejszych Stanów Zjednoczonych i Kanady.
Tradycyjnie zaliczany do parafiletycznej lub polifiletycznej grupy prakopytnych, co czyniłoby go pierwszym znanym kopytnym i najprymitywniejszym przedstawicielem tej grupy. Niektóre analizy filogenetyczne potwierdzają tę hipotezę, np. w analizach przeprowadzonych przez Spaulding i in. (2009) Protungulatum należy do parzystokopytnych lub jest taksonem blisko spokrewnionym z kladem obejmującym parzystokopytne i nieparzystokopytne (Euungulata). Również w analizie O'Leary i in. (2013) jest blisko spokrewnione z Euungulata. Z analizy kladystycznej Wible'a i współpracowników (2007) wynika jednak, że Protungulatum najprawdopodobniej było bazalnym przedstawicielem ssaków wyższych (łożyskowców sensu lato, tj. kladu siostrzanego do kladu Metatheria obejmującego m.in. torbacze) nienależącym do łożyskowców sensu stricto (Placentalia, tj. grupy koronnej Eutheria); według tej analizy Protungulatum był blisko spokrewniony z rodzajami Oxyprimus i Purgatorius, razem z którymi tworzył klad siostrzany do Placentalia. Wyniki badań przy użyciu testu Wilcoxona dla sumy rang (testu Templetona) wskazały jednak, że nie można też wykluczyć bliskiego pokrewieństwa Protungulatum z kladem Cetartiodactyla i tym samym jego przynależności do Placentalia. Także z analiz kladystycznych przeprowadzonych przez Archibalda i współpracowników (2011) wynika, że Protungulatum najprawdopodobniej tworzy z rodzajami Oxyprimus i Purgatorius klad w obrębie Eutheria nienależący do Placentalia.
Według O'Leary i in. (2013) Protungulatum jest najstarszym znanym ssakiem należącym do Placentalia (mimo iż autorzy ci mają wątpliwości co do przynależności szczątków kredowych do tego rodzaju i w swojej analizie uwzględnili tylko skamieniałości kenozoiczne).
Protungulatum osiągał wielkość dzisiejszego szczura. Jego niskie uzębienie zaczęło przystosowywać się do miażdżenia i zgniatania pokarmu roślinnego, jednakże stworzenie to nie było typowym roślinożercą. Oprócz miękkich roślin i owoców spożywało także owady.